# Пол Хлебников
Пол Хлебников или Павел Хлебников (на руски: Пол (Павел) Хлебников) е американски журналист, редактор и един от издателите на списание „Форбс“ в Русия.

## Биография
Хлебников произхожда от руско-еврейско семейство, напуснало Русия след Октомврийската революция. Хлебников следва в Бъркли Калифорния и Лондон. От 1989 г. започва да пише за списание „Форбс“. Неговата журналистическа дейност се концентрира върху руската и източноевропейската икономика и политика. От април 2004 г. започва да издава списание „Форбс“ на руски. Автор а на книгата „Кръстникът на Кремъл – Борис Березовски и властта на олигарсите“, която е преведена и издадена и на български език.
На 9 юни 2004 г. е убит пред редакцията на списание „Форбс“ в Москва.